# Pál Jávor (acteur)
Pour les articles homonymes, voir Pál Jávor.
Dans le nom hongrois Jávor Pál, le nom de famille précède le prénom, mais cet article utilise l’ordre habituel en français Pál Jávor, où le prénom précède le nom.

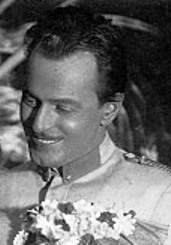
Pál Jávor

Pál Jávor (né le 21 janvier 1902 à Arad et mort le 14 août 1959 à Budapest) est un acteur hongrois considéré comme la première star cinématographique de son pays.

## Filmographie partielle
- 1931 : Hyppolit, a lakáj de Steve Sekely
- 1933 : La Marche de Rakoczi de Steve Sekely
- 1934 : Emmy (en) de Steve Sekely
- 1935 : Miss President (Elnökkisasszony) d'Andrew Marton
- 1936 : Half-Rate Honeymoon (en) de Steve Sekely
- 1938 : Number 111 (en) de Steve Sekely
- 1938 : Két fogoly de Steve Sekely
- 1939 : Les Noces de Toprin (Toprini nász) d'André de Toth
- 1942 : Carmela de Flavio Calzavara
- 1951 : Le Grand Caruso (The Great Caruso) de Richard Thorpe
- 1952 : Aveux spontanés (Assignment - Paris!) de Robert Parrish

## Source
- (en) Cet article est partiellement ou en totalité issu de l’article de Wikipédia en anglais intitulé « Pál Jávor (actor) » (voir la liste des auteurs).